# Endres Widholz
Endres Widholz (auch Endris, Andres oder Andreas Widhol(t)z; * in Augsburg; † im 16. Jahrhundert) war ein Augsburger Meister der Hucker-Zunft und Anhänger der Täuferbewegung.

## Leben

Wappen der Augsburger Huckerzunft (1548 aufgelöst)

Endres Widholz entstammte einer angesehenen Augsburger Patrizierfamilie. In der Zunft der Hucker, einer Vereinigung von Viktualienhändlern, bekleidete er das Amt eines Zunftmeisters. Diese Zunft war 1368 errichtet worden und existierte bis zu ihrer Auflösung 1548. Zu ihr gehörten in Augsburg auch die Obser, Gärtner und Seiler. Im Jahr 1475 zählte die Hucker-Zunft 80 Mitglieder. Damit gehörten „die reichen Familien“ Widholz und die mit Widholz verwandtschaftlich verbundene Familie Lauterwein zu dem Teil der Täufergemeinde, der der sozialen Oberschicht entstammte; sie machten etwa vier Prozent der Gemeinschaft aus.
Wann und wie Endres Widholz mit der Augsburger Täuferbewegung in Berührung kam, wird in den vorhandenen Quellen nicht berichtet. Bekannt ist jedoch, dass er und seine Ehefrau 1527 von dem ehemaligen Franziskaner Sigmund Salminger die Gläubigentaufe empfingen. Auch sein Sohn hatte sich taufen lassen, ebenso die beiden Mägde der Familie Widholz.
Für die Jahre 1527/28 sind 33 Augsburger Wohnhäuser als Orte von Täuferzusammenkünften dokumentiert. Die Kleingruppen, die sich dort trafen, „bildeten die Lebenszellen und das Rückgrat der täuferischen Gemeindebetreuung und Werbetätigkeit“. Auch im Haus des Zunftmeisters Widholz fanden solche Treffen statt. Darüber hinaus beherbergte die Familie auswärtige Täufer, unter ihnen den bedeutenden Täufermissionar Hans Hut.
Vom 20. bis 24. August 1527 fand in Augsburg die sogenannte Märtyrersynode statt. Endres Wiholz war auch unter den Teilnehmern und wurde deshalb wie viele andere Synodalen im September verhaftet und am 17. Oktober gemeinsam mit Eitelhans Langenmantel, Hans Kießling sowie Gall Fischer der Stadt verwiesen.  Seine Ehefrau sowie die beiden erwähnten Hausmägde hatten während der gerichtlichen Untersuchungen dem Täufertum öffentlich abgeschworen und konnten in Augsburg bleiben. Überliefert ist, dass Widholz zum Kreis der verbannten Täufer gehörte, die Eitelhans Langemantel in Göggingen aufsuchten. Dieser hatte beim Müller Laux Lang, der ebenfalls ein Anhänger der Täuferbewegung war, Zuflucht gefunden.
Widhholz zog Anfang des Jahres 1528 aus dem Augsburger Umland nach Esslingen am Neckar, wo manche Augsburger Täufer Zuflucht gefunden hatten. Im März kehrte er allerdings noch einmal in seine Heimat zurück. Grund war eine anderthalbtägige geistliche Unterredung in Leitershofen, die im Haus des bereits erwähnten Eitelhans Langenmantel stattfand. Weitere Teilnehmer waren Augustin Bader, Dorothea Fröhlich, Matheis Harder, Gall Vischer sowie ein gewisser Lodenweber namens Jörg aus München. Thematisch ging es um das „Rote Büchlein“ des im Dezember 1527 in Haft verstorbenen Täuferführers Hans Hut. Bei der mit roter Tinte verfassten Schrift handelt es sich um ein Kompendium der Hutschen Apokalyptik sowie um eine Bibelkonkordanz zu bedeutenden theologischen Begriffen.
Letzte Nachrichten über Endres Widholz erreichen uns aus Straßburg, wo eine große Zahl von Täufern – darunter auch solche aus Augsburg – Asyl gefunden hatten. Der Schuster Jakob Walch, der aus Mindelheim stammte und sich den Täufern angeschlossen hatte, berichtete in einem gerichtlichen Verhör, er habe im Sommer 1528 „den Widholz in Straßburg“ getroffen und mit ihm eine Mahlzeit eingenommen. Dort – so Walch –  „seien wie man i[h]m zu Straspurg anzaigt, zu derselben zeit bei 500 bruedern [=Täufer] daselbs gewesen“. Über das Ende von Endres Widholz, der Ende August 1528 sein Straßburger Bürgerrecht erhält, ist nichts bekannt. Die Frage, ob Widholz' Ehefrau und seine Kinder in Augsburg verblieben oder aber ebenfalls nach Straßburg gezogen sind, muss unbeantwortet bleiben.

## Taufsukzession
Die Linie der Taufsukzession geht bei Endres Widholz über Siegmund Salminger (Frühjahr 1527), Hans Hut (Pfingsten 1526) auf Hans Denck zurück. Die frühere Annahme, dass Denck von Balthasar Hubmaier (Ostern 1525) getauft wurde, ist inzwischen umstritten. Die in Klammern gesetzten Daten bezeichnen das jeweilige Taufdatum. Belege dazu finden sich in den Biographieartikeln der erwähnten Personen.

## Familie
Endres Widholz war mit Apollonia, geborene Metzler (auch einfach „Widholzin“ genannt), verheiratet. Aus der Ehe gingen mindestens zwei Kinder hervor: der bereits erwähnte Sohn Berchtold und eine namentlich nicht genannte Tochter. Von der Tochter ist nur bekannt, dass sie 1528 geboren und von Apollonias Eltern in den Augsburger Dom gebracht wurde, um sie dort – gegen die ausdrückliche Willenserklärung der Kindsmutter – taufen zu lassen. Auch weitere Familienmitglieder gehörten zur Täufergemeinde, so zum Beispiel Felicitas und Hans Lauterwein, Schwester und Schwager Apollonias.